# Hiện tượng quang học

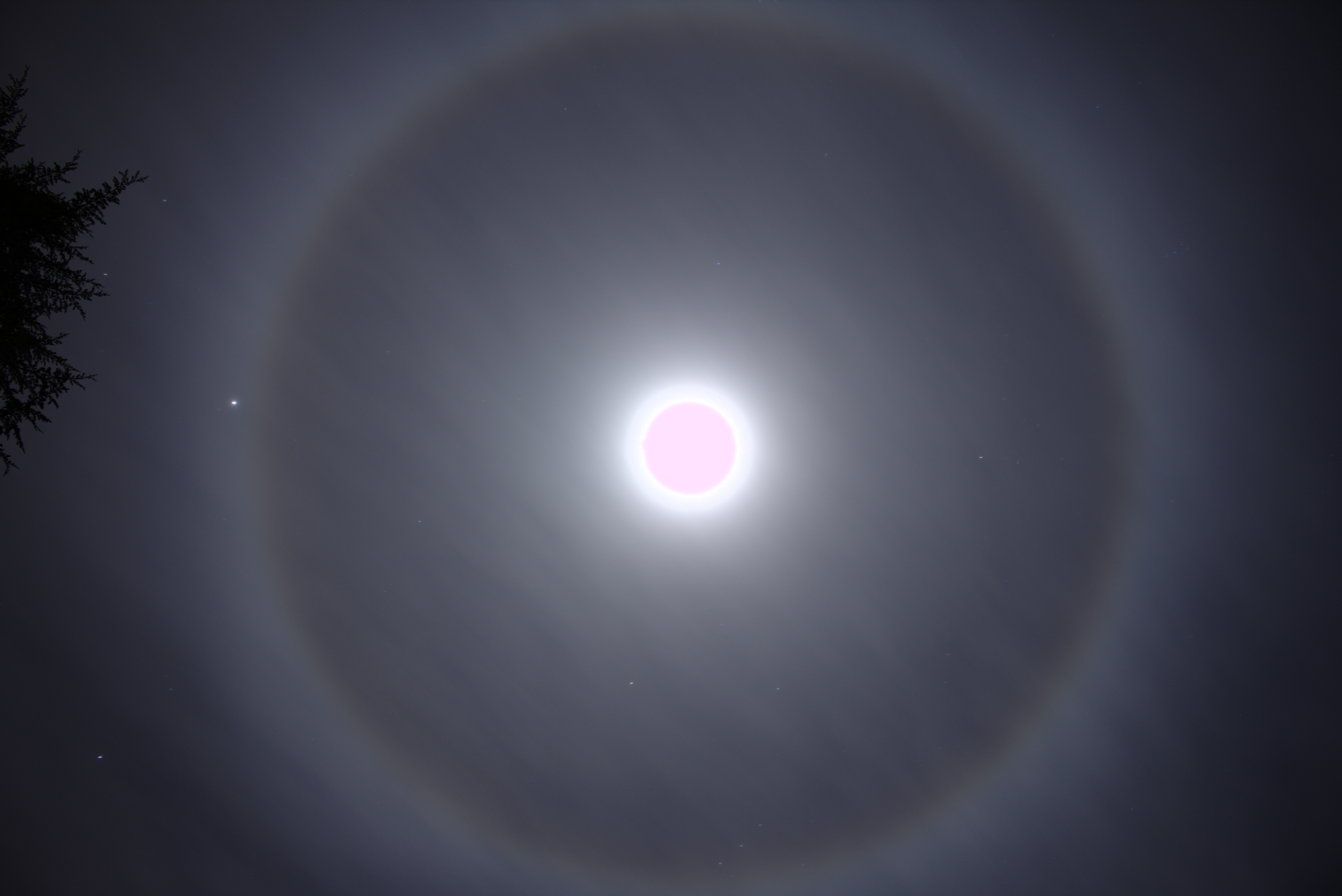
Một hào quang 22° quanh Mặt Trăng ở Atherton, CA.

Hiện tượng quang học là bất kỳ sự kiện nào quan sát được là kết quả của sự tương tác giữa ánh sáng khả kiến và vật chất, hoặc từ chính bản chất của ánh sáng. Ảo tượng là một ví dụ về hiện tượng quang học.
Hiện tượng quang học phổ biến thường do tương tác giữa ánh sáng từ Mặt Trời hoặc Mặt Trăng với khí quyển, mây, nước, bụi, và các hạt khác. Ví dụ phổ biến là cầu vồng, được tạo ra khi ánh sáng từ Mặt Trời bị phản xạ và khúc xạ qua các giọt nước. Một số hiện tượng khác, như tia chớp lục hay Fata Morgana cực kỳ hiếm gặp và chỉ có thể thấy được một vài địa điểm với điều kiện thích hợp, tới nỗi người ta nghĩ rằng chúng là hiện tượng thần thoại.
Tất cả hiện tượng quang học đều có bản chất từ các hiện tượng lượng tử. Những hiện tượng quang học cơ bản nhất được gọi là các hiệu ứng quang học và là đề tài thú vị của môn quang học, chẳng hạn các màu sắc ánh sáng được tạo ra bằng lăng kính, thường được trình diễn trong các lớp học.

## Danh sách
Các hiện tượng quang học dưới đây bao gồm những hiện tượng được phát sinh từ các tính chất quang của khí quyển; cũng như các hiệu ứng quang học tự nhiên hoặc nhân tạo do tính chất quang của các vật thể hoặc của mắt người. Danh sách dưới đây cũng liệt kê một số "ảo ảnh thị giác" và một số hiện tượng chưa được giải thích nhưng có thể có nguyên nhân quang học.
Có nhiều hiện tượng là kết quả của bản chất hạt hoặc bản chất sóng của ánh sáng. Một số hiện tượng không dễ nhận biết và chỉ có thể quan sát được bằng các phép đo chính xác bằng các dụng cụ khoa học. Một ví dụ nổi tiếng là sự uốn cong của tia sáng từ một ngôi sao bên cạnh Mặt Trời được quan sát lúc nhật thực toàn phần. Điều này chứng tỏ rằng không gian thực chất là cong, phù hợp với dự đoán của thuyết tương đối.

### Hiệu ứng quang học

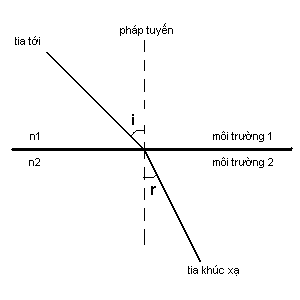
Mô tả hiện tượng khúc xạ ánh sáng.

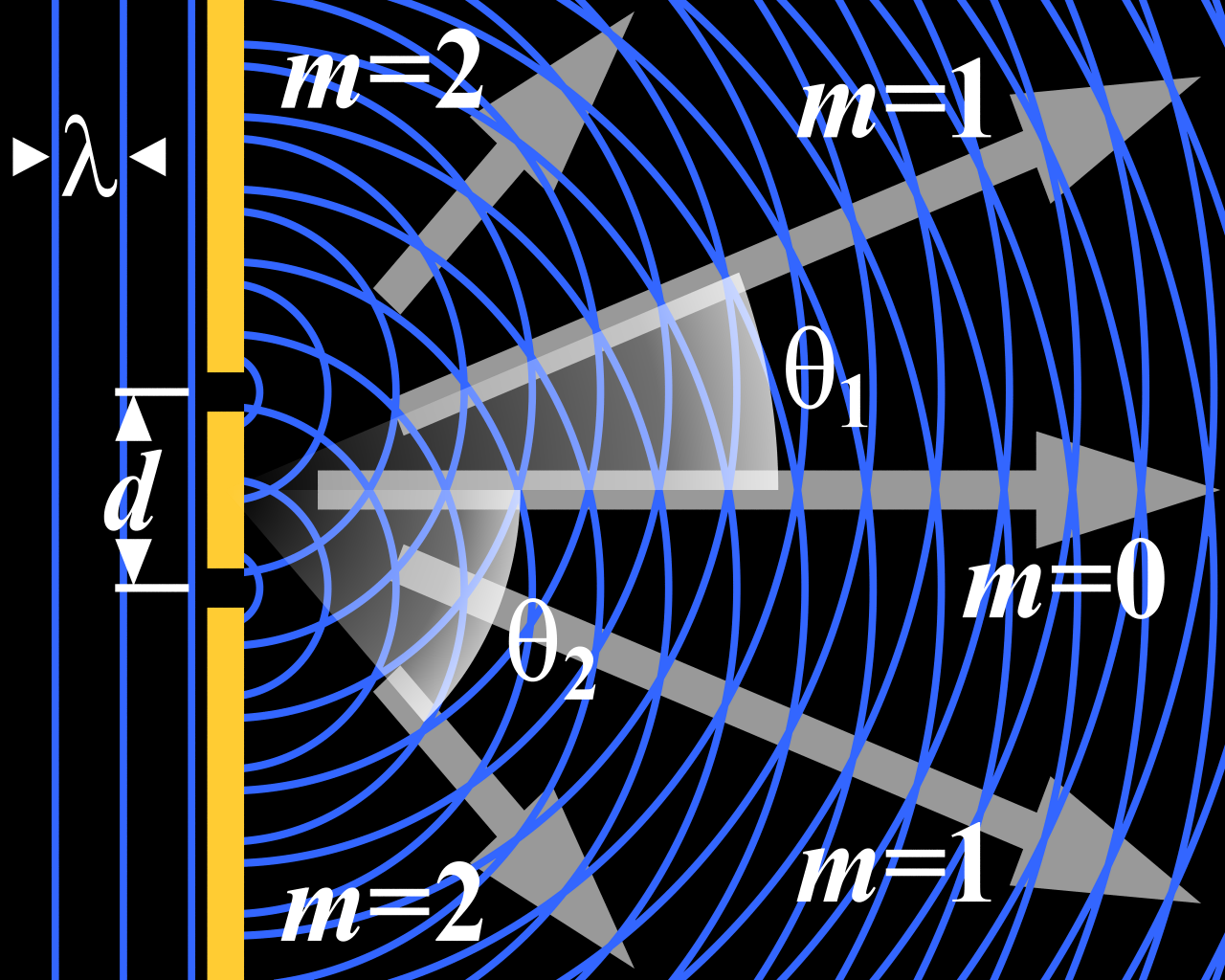
Một sóng phẳng đi qua hai khe và bị nhiễu xạ, tạo ra sóng lan toả ra mọi phía từ hai khe, hai luồng sóng lan từ hai khe lại giao thoa tiếp với nhau.

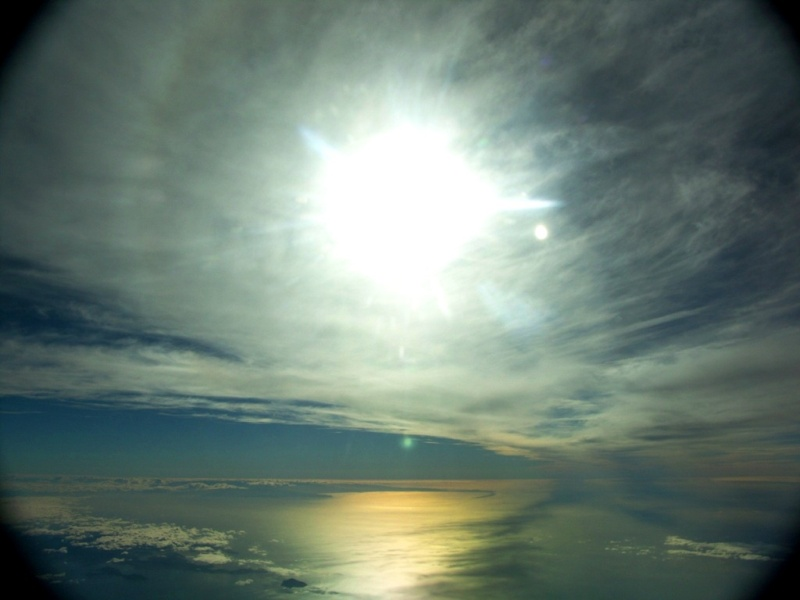
Hào quang Mặt Trời tại nơi 41 độ vĩ Bắc.

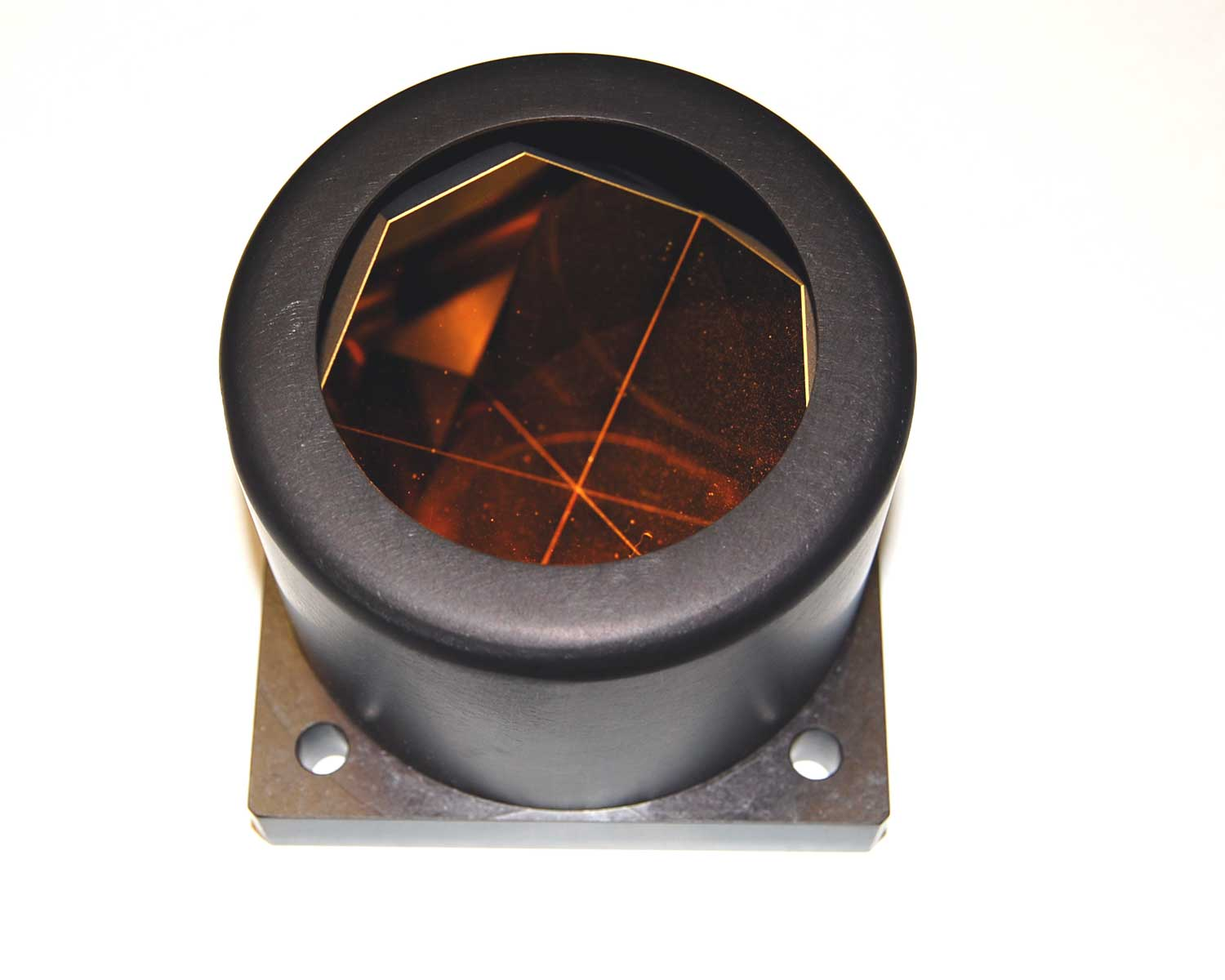
Một thiết bị phản xạ ngược dùng bề mặt vàng.

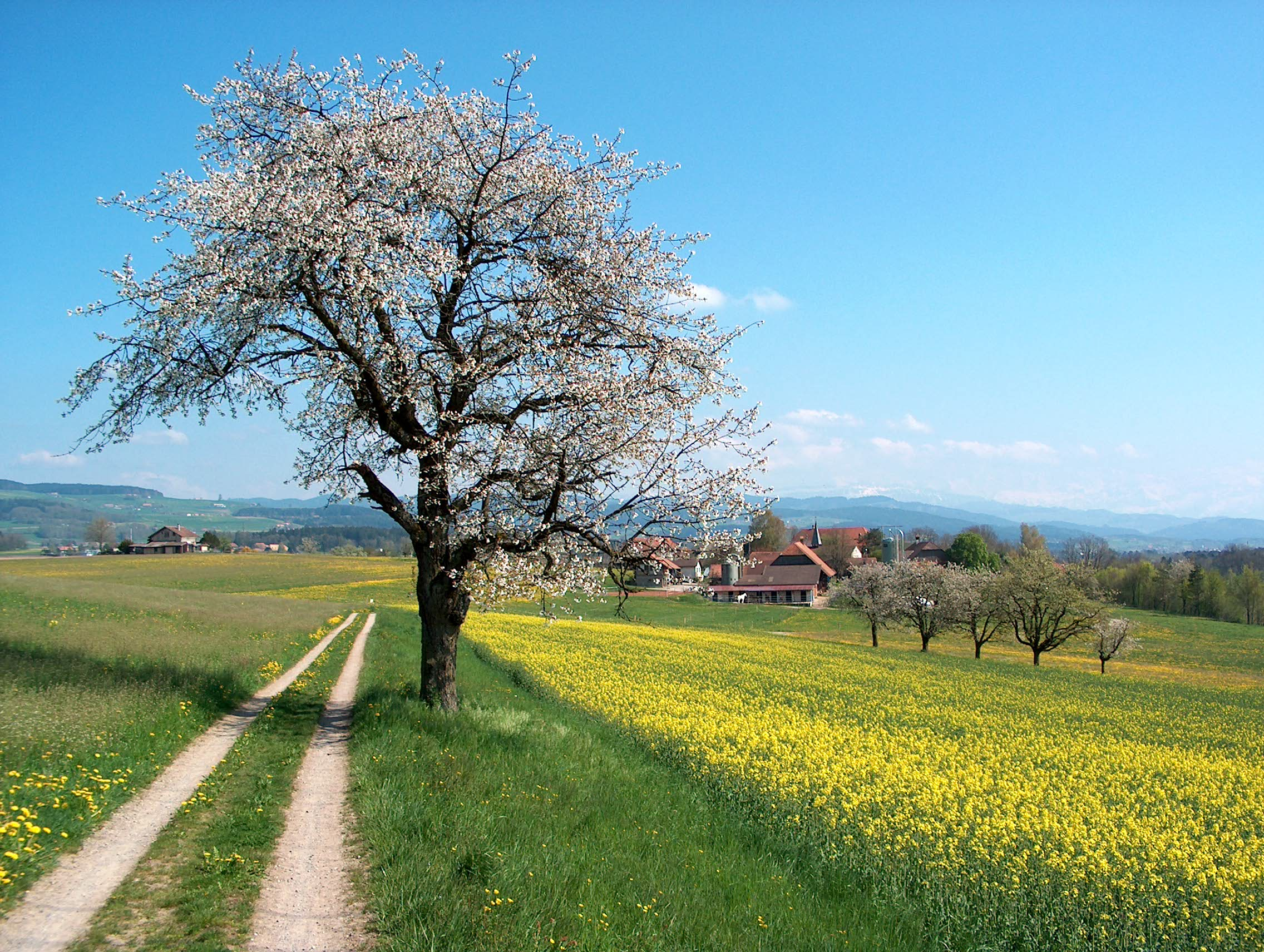
Bầu trời trên Trái Đất có màu xanh da trời là do tán xạ Rayleigh của khí quyển Trái Đất.

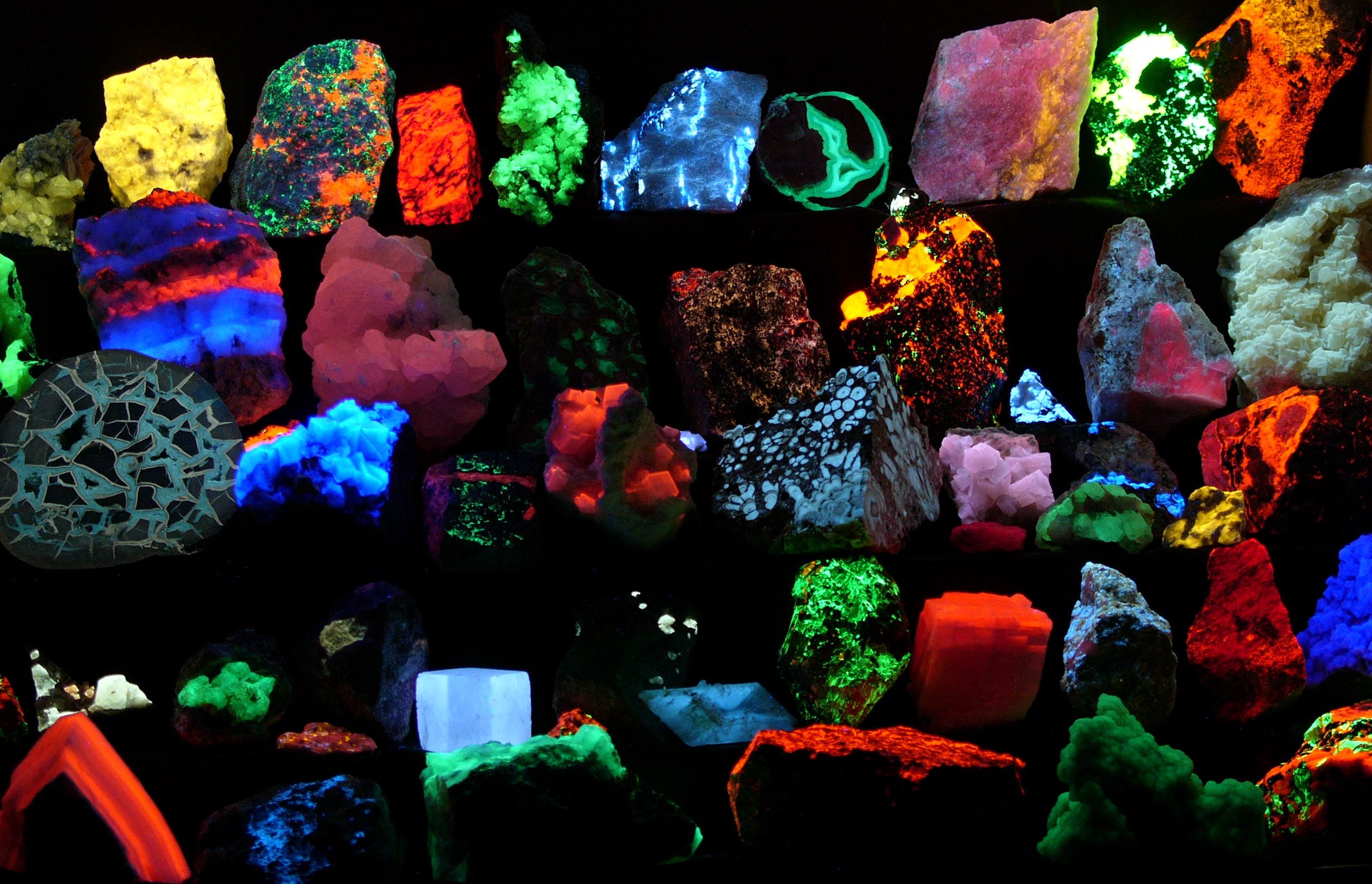
Các mẫu Huỳnh quang dưới các tia UV-A, UV-B và UV-C

Sơ đồ cấu tạo của bộ phận laser

Sau đây là các hiện tượng quang học chung nhất, được gọi là các hiệu ứng quang:
- Sự truyền thẳng của ánh sáng trong một môi trường đồng chất hoặc chân không.
- Phản xạ, là khi ánh sáng gặp một loại bề mặt (như gương, mặt nước) và bị đổi hướng lan truyền và quay trờ lại môi trường nó đã tới.
  - Phản xạ định hướng
  - Phản xạ khuếch tán
- Khúc xạ (chiết xạ), hiện tượng ánh sáng đổi hướng khi đi qua mặt phân cách giữa hai môi trường trong suốt có chiết suất khác nhau.
- Tán sắc, là sự phân tích một chùm ánh sáng phức tạp thành các chùm sáng đơn sắc riêng biệt, chẳng hạn bởi lăng kính. Đó là do chiết suất phụ thuộc vào tần số của sóng ánh sáng.
- Hấp thụ, là hiện tượng ánh sáng hoặc các loại bức xạ điện từ khác khi truyền qua một môi trường vật chất bị lấy mất năng lượng và chuyển thành nội năng của môi trường đó.
- Giao thoa, là hiện tượng hai chùm sáng kết hợp khi chồng lên nhau sẽ tạo ra những chỗ chúng tăng cường lẫn nhau, và những chỗ chúng triệt tiêu lẫn nhau tạo ra những vân sáng, vân tối xen kẽ nhau được gọi là những vân giao thoa (do tính chất sóng)
- Nhiễu xạ, là hiện tượng quan sát được khi sóng ánh sáng lan truyền qua khe nhỏ hoặc mép vật cản (rõ nhất với các vật cản có kích thước tương đương với bước sóng), trong đó sóng bị lệch hướng lan truyền.
- Sự tụ quang (Caustic), là đường bao của các tia sáng bị phản xạ hoặc khúc xạ bởi một bề mặt cong của vật thể hoặc hình chiếu của đường bao tia đó trên một bề mặt khác.
- Lóe sáng (máy ảnh), hay lens flare, một hiện tượng trong đó ánh sáng bị tán xạ hoặc tạo lóa trong hệ thống thấu kính máy ảnh, thường gặp khi phải phản ứng với nguồn ánh sáng chói, tạo ra những vật phẩm đôi khi không mong muốn xuất hiện trong bức ảnh.
- Bóng tối, là hiện tượng xảy ra khi ánh sáng bị gặp vật cản sáng do đó phía sau vật xuất hiện bóng, tức là vùng không được chiếu sáng.
- Hào quang, là họ các hiện tượng xảy ra khi các phần tử trong môi trường xung quanh một vật tự phát sáng hay phản xạ ánh sáng từ vật.
- Ánh kim, là hiện tượng ánh sáng hội tụ tại một điểm xác định trên bề mặt một vật thể, xảy ra ở một số kim loại và khoáng vật.
- Ngũ sắc, ví dụ như khi trên bề mặt một số chất, như bong bóng xà phòng hoặc váng dầu hoặc đĩa CD, xuất hiện các vân màu sặc sỡ, thay đổi khác nhau tùy theo góc nhìn và cấu trúc bề mặt của chúng.
- Giao thoa màng mỏng, là một cơ chế của hiện tượng ngũ sắc ở trên, khi đó ánh sáng phản xạ tại mặt trên và mặt dưới của chất màng mỏng giao thoa với nhau, tạo nên một mô hình giao thoa nhiều màu sắc trên bề mặt chất.
- Aventurescence
- Mảng sao (đá quý), là hiện tượng ánh sáng phản xạ tập trung lại tại 1 khu vực trên bề mặt một vài loại đá quý như đá sapphire hoặc đá ruby sao.
- Hiệu ứng Schiller (đá quý), trên một số loại đá dát như đá thạch anh aventurine hoặc đá mặt trời.
- Chuỗi hạt Bailey / Hiệu ứng vòng kim cương, là các điểm ánh sáng Mặt Trời quan sát thấy tại xung quanh vành Nhật hoa Mặt Trời trong khi Nhật thực toàn phần hoặc hình khuyên xảy ra.
- Phân cực ánh sáng là sự tách khỏi chùm ánh sáng tự nhiên những tia phân cực trong một mặt phẳng xác định, và các hiện tượng liên quan như lưỡng chiết và cọ vẽ Haidinger.
- Lưỡng chiết, là một dạng hiện tượng phân cực xảy ra ở một số môi trường chất như canxit.
- Camera obscura, "phòng tối", là một thiết bị tạo ảnh chiếu trong một phòng tối từ ánh sáng bên ngoài đi qua một lỗ nhỏ.
- Dàn phản xạ ngược (retroflector), là một thiết bị hoặc bề mặt có khả năng phản xạ các bức xạ (thường là ánh sáng) trở lại chính nguồn phát của nó với sự tán xạ tối thiểu.
- Hiệu ứng mắt mèo (đá quý), trên một số loại đá như chrysoberyl.
- Hiệu ứng aureole
- Ma trận quang hay gương vô cực
- Phản ứng quang hóa, là các phản ứng hóa học được ánh sáng kích thích hoặc xúc tác, thí dụ: sự quang hợp ở thực vật, ánh sáng kích thích tế bào võng mạc, sự tổng hợp vitamin D ở da, hiện tượng hóa phát quang, một số phản ứng hữu cơ...
- Thí nghiệm hai khe, một thí nghiệm về giao thoa nổi tiếng.
- Sự tạo thành quang phổ
- Sự trộn màu
- Áp suất ánh sáng, là áp suất rất bé mà ánh sáng tác dụng lên vật được rọi sáng.
- Hiện tượng quang điện
- Hiện tượng quang dẫn
- Hiệu ứng Compton, được giải thích nhờ tính chất hạt của ánh sáng.
- Sóng suy biến (evanescent wave), xảy ra khi một trường hoặc sóng (như ánh sáng) tiến vào một khu vực nơi nó không thể lan truyền tới tiếp được và do đó biên độ của nó giảm theo khoảng cách dọc trên ranh giới của vùng này.
- Sylvanshine, là hiện tượng quang học khi sương đọng trên lá cây phản chiếu các tia sáng gây ra hiệu ứng giống như đèn pha xe.
- Chất lưỡng sắc (dichromatism), là một hiện tượng trong đó màu sắc của vật liệu hoặc dung dịch phụ thuộc vào cả nồng độ của chất hấp thụ và độ sâu hoặc độ dày của môi trường đi qua.
- Tán xạ, là khi các nguyên tử hoặc phân tử môi trường tiếp xúc với ánh sáng sẽ hấp thụ năng lượng ánh sáng và phát lại ánh sáng theo các hướng khác nhau với cường độ khác nhau.
  - Tán xạ Mie trong khí quyển giải thích cho tại sao đám mây lại có màu trắng.
  - Tán xạ Rayleigh, là nguyên nhân tại sao bầu trời có màu xanh hoặc hoàng hôn có màu đỏ.
- Hiệu ứng Tyndall
- Ô nhiễm ánh sáng
- Metamerism, là sự cảm nhận sự phối hợp của các màu sắc dưới các phân bố công suất quang phổ khác nhau.
- Hiệu ứng chạng vạng và sứa không gian, là sự chiếu sáng của Mặt Trời lên các đám khói tên lửa thượng khí quyển
- Hiệu ứng Novaya Zemlya, quan sát được kèm theo hiện tượng tia chớp lục khi mặt trời lặn.
- Mô hình Moiré
- Vân tròn Newton, là vân định xứ quan sát được trong các thí nghiệm giao thoa và nhiễu xạ.
- Tán xạ ngược
- Hiệu ứng xung đối
- Hiện tượng đa sắc, là một hiện tượng quang học mà một chất thể hiện nhiều màu sắc khác nhau khi xem chúng ở các góc khác nhau, đặc biệt dưới ánh sáng phân cực.
- Sự phát quang (luminescence), gồm các hiện tượng một vật hoặc chất bị kích thích và phát ra các loại bức xạ trong phổ khả kiến, hay còn gọi là ánh sáng, mà không thông qua nhiệt.
  - Quang phát quang (photoluminescence):
    - Huỳnh quang (fluorescence)
    - Lân quang (phosphorescence)

  - Điện phát quang (electroluminescence)
  - Hóa phát quang (chemiluminescence) là sự phát quang do các phản ứng hóa học, còn gọi là ma trơi khi phát quang trong không khí.
  - Phát quang sinh học (bioluminescence)
  - Phát quang cathode (cathodoluminescence)
  - Phát quang do âm (sonoluminescence)
  - Phát quang do ma sát (triboluminescence)
- Sự nóng sáng (incandescence), vật phát ra ánh sáng khả kiến do bị nung nóng và nhận nhiệt chuyển thành quang năng.
- Laser là tên viết tắt của cụm từ Light Amplification by Stimulated Emission of Radiation trong tiếng Anh, có nghĩa là "khuếch đại ánh sáng bằng phát xạ kích thích".
- Thấu kính hấp dẫn, là hiện tượng đường truyền của ánh sáng bị bẻ cong quanh vật có khối lượng cực lớn như lỗ đen.
- Bức xạ synchrotron, quan sát được trong máy gia tốc synchrotron.
- Tán xạ Thompson
- Phản xạ toàn phần, là nguyên nhân tạo ra hình ảnh của cảnh dưới nước bị phản xạ ở phía dưới của mặt nước khi quan sát dưới nước.
- Hiệu ứng Umov
- Hiệu ứng Zeeman là sự chia tách một vạch quang phổ thành một số thành phần khi có sự hiện diện của từ trường.
- Xoáy quang (optical vortex), xảy ra khi một trường quang học có cường độ bằng không.
- Hốc quang học (optical cavity) hay cộng hưởng quang, là một sự bố trí các gương để tạo thành một bộ cộng hưởng hốc sóng dừng cho các sóng ánh sáng.
- Bức xạ Cherenkov, là bức xạ điện từ phát ra khi một hạt mang điện tích (như electron) bay qua môi trường điện môi với vận tốc lớn hơn vận tốc pha của ánh sáng trong môi trường đó.

### Hiện tượng quang học khí quyển
- Cầu vồng:
  - Cầu vồng lửa
  - Cầu vồng đơn sắc
  - Cầu vồng Mặt Trăng
  - Cung sương mù
  - Vòm sương

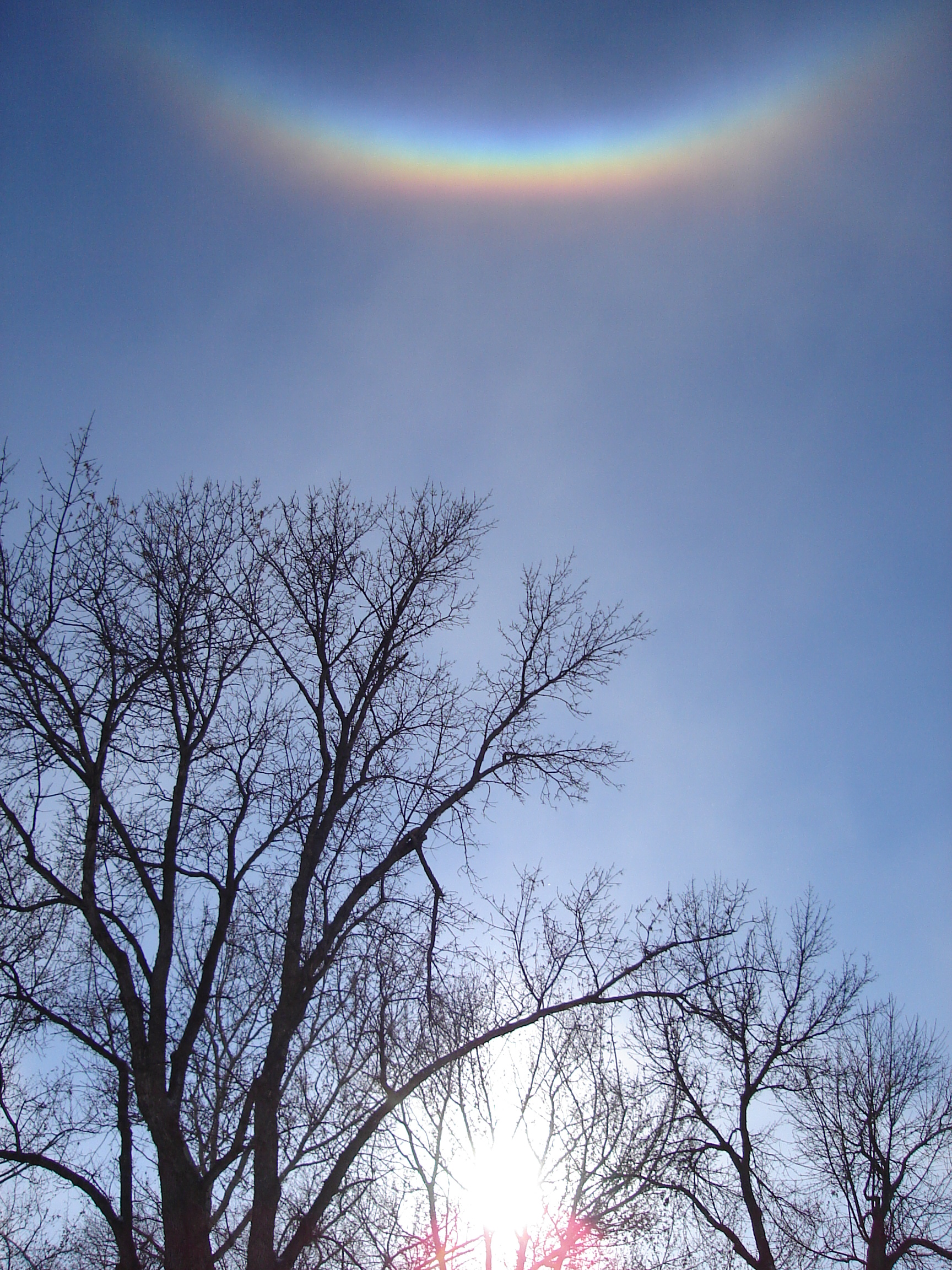
Một vòng cung tròn thiên đỉnh xuất hiện tại Grand Forks, North Dakota.

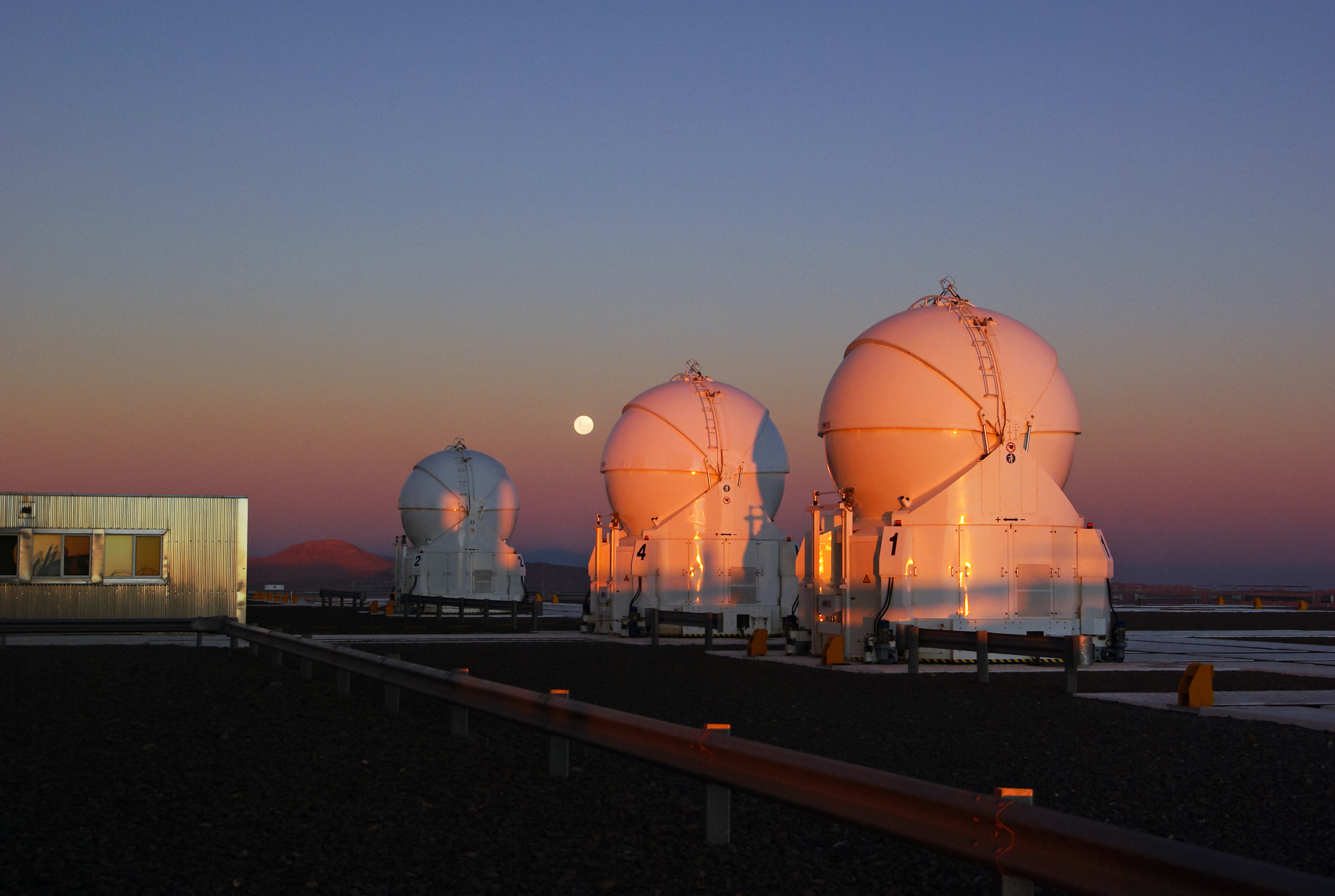
Vành đai sao Kim tại Đài quan sát Paranal ở Chile.

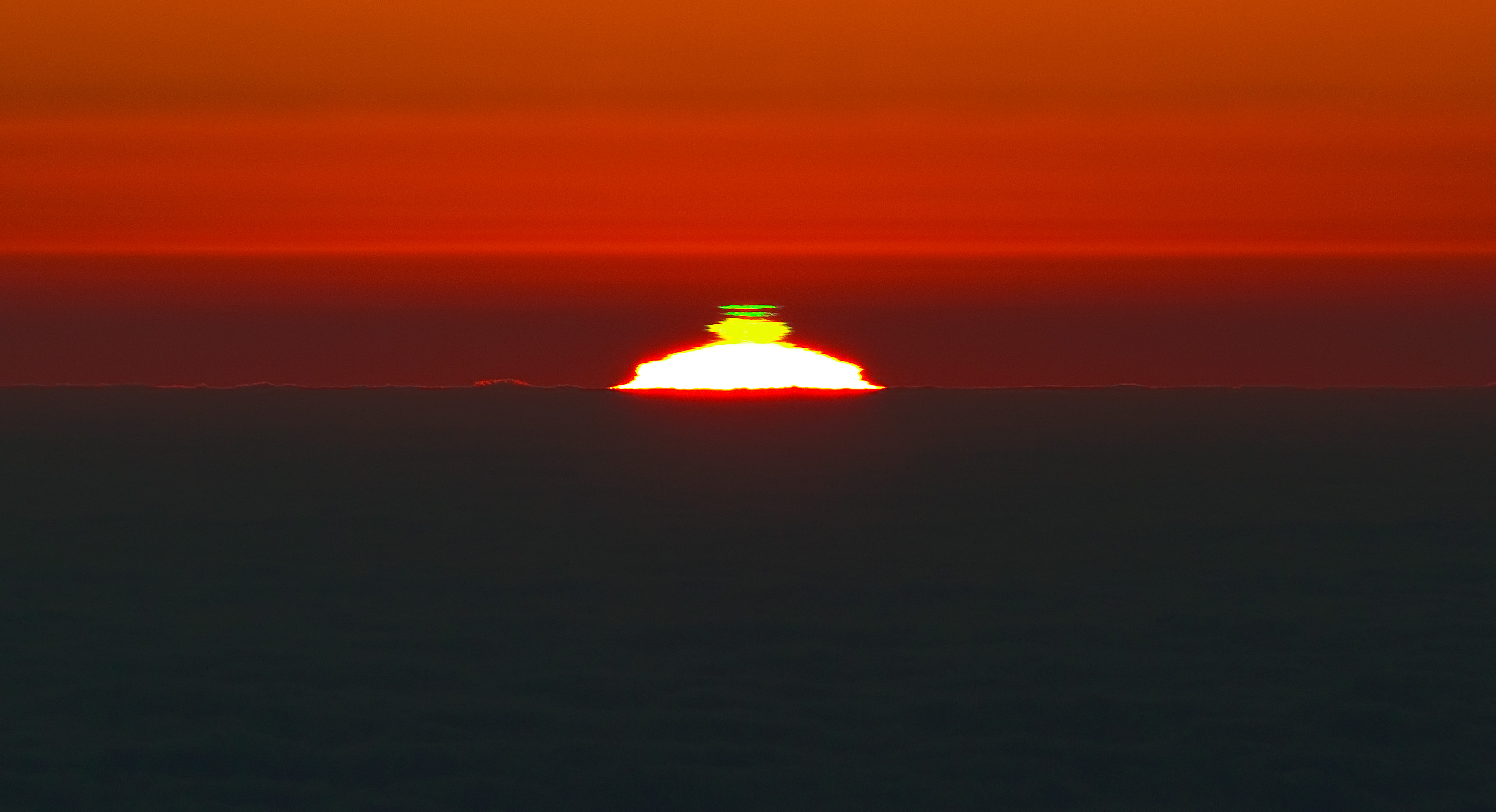
Tia chớp lục.

- Dải Alexander, chỉ vùng tối hơn xuất hiện giữa hai cung của một cầu vồng kép.
- Afterglow
- Alpenglow
- Bức xạ bầu trời khuếch tán, màu xanh của bầu trời.
- Vành đai sao Kim
- Bóng của Trái Đất
- Tia hoàng hôn
- Tia hoàng hôn ngược
- Khí huy
- Hào quang và các hiện tượng liên quan:
  - Hào quang 22° (quanh Mặt Trời, Mặt Trăng)
    - Hào quang 46°
    - Hào quang ngoại tiếp
    - Vòng cung tròn thiên đỉnh (CZA) hay "cầu vồng ngược"
    - Vòng cung tròn chân trời hay cầu vồng lửa
    - Vòng cung Kern
    - Vòng cung Parry
    - Vòng cung Lowitz
    - Vòng cung đối xứng bên trên
    - Vòng cung đối xứng bên dưới
    - Vòng cung tiếp tuyến trên và dưới
    - Cột ánh sáng

  - Bụi kim cương
  - Mặt trời giả
    - Mặt trời giả 120°
    - Anthelion
    - Vòng tròn mặt trời ảo
    - Mặt trời ảo Liljequist
    - Mặt trăng giả
    - Mặt Trời lặn giả
    - Mặt Trời mọc giả

  - Mặt trời phụ
    - Vòng cung mặt trời phụ
    - Vòng tròn mặt trời phụ ảo
- Ánh chớp đỉnh
- Vành nhật hoa
- Vành đai Giám mục
- Glory
- Bóng ma Brocken (Brocken Spectre)
- Heiligenschein, chủ yếu được gây ra bởi hiệu ứng xung đối.
- Cực quang (gồm có Bắc cực quang và Nam cực quang)
- Steve
- Mặt trời lấp lánh
- Mây ngũ sắc
- Mây dạ quang
- Sứa không gian
- Hiện tượng ánh sáng động đất
- Bầu trời đỏ buổi sáng
- Tia chớp lục
- Ảo tượng (bao gồm cả Fata Morgana)
- Hiệu ứng Tyndall

### Hiện tượng quang học thiên văn
- Ánh sáng hoàng đạo
- Mặt Trăng máu, là khi Mặt Trăng có màu đỏ trong lúc Nguyệt thực do ánh sáng tán xạ từ Trái Đất chiếu lên.
- Lấp lánh
- Giờ vàng
- Giờ xanh
- Gegenschein

### Hiện tượng quang học mắt
- Sự tạo ảnh trong mắt
- Nhiễu xạ ánh sáng khi đi qua lông mi
- Cọ vẽ Haidinger
- Sự nhìn thấy hai hình (diplopia)
- Ảnh nổi
- Phosphene
- Ảnh Purkinje
- Đốm đen thị giác (floater)
- Ảo ảnh thị giác
  - Ảo giác Mặt Trăng
  - Ảo ảnh đường rạng đông Mặt Trăng
  - Dạng hình cầu của bầu trời, thiên cầu

### Hiện tượng chưa được giải thích
Một số hiện tượng vẫn chưa được giải thích thỏa đáng và có thể là một dạng các hiện tượng quang học nói trên (khúc xạ khí quyển, hóa phát quang,...). Nhưng một số người coi nhiều trong số các "bí ẩn" này chỉ đơn giản là những câu chuyện địa phương tạo ra nhằm thu hút khách du lịch hiếu kì nên không đáng để điều tra kỹ lưỡng.
- Ánh sáng Hessdalen[4]
- Bóng sáng Min Min[5]
- Ánh sáng Saratoga[6]
- Ánh sáng Marfa[7]
- Ánh sáng Paulding[8]
- Bóng sáng Gurdon[9]
- Quả cầu lửa Naga[10]